# وور هاوس ستوديوز
وور هاوس ستوديوز (بالإنجليزية: Warhorse Studios)‏، هي شركة تشيكية لإنتاج وتطوير ونشر ألعاب فيديو، أسست سنة 2011، ومقرها في العاصمة التشيكية براغ، أنتجت أول لعبة لها هي كيندوم كام: ديلفيرنس، والتي صدرت سنة 2018.

## الموقع الخارجي
- الموقع الرسمي
 (الإنكليزية)